# Lee Min-ji
Lee Min-ji (en hangul, 이민지; nacida el 1 de noviembre de 1988) es una actriz surcoreana. 

## Carrera
Comenzó su carrera en cortometrajes como See You Tomorrow (2011) y Safe (2013), protagonizado la cinta indie End of Animal  (2011) y la serie Schoolgirl Detectives (2014).

## Filmografía

### Cine
| Año  | Título                                   | Rol             | Notas                                | Ref.  |
| ---- | ---------------------------------------- | --------------- | ------------------------------------ | ----- |
| 2009 | Nineteen in 21st Century                 | Na-ru           | Cortometraje                         |       |
| 2010 | Incubation Period                        | Hyun-min        | Cortometraje                         |       |
| 2010 | Broken Night                             | Cho-hye         | Cortometraje                         |       |
| 2011 | See You Tomorrow                         | Hyo-jung        | Cortometraje                         |       |
| 2011 | Slip                                     | Mi-ae           | Cortometraje                         |       |
| 2011 | End of Animal                            | Jang Soon-young |                                      |       |
| 2012 | I Am a Fish                              | Mi-jung         | Cortometraje                         |       |
| 2012 | The Fish Is Mute                         | Hyun-heup       | Cortometraje                         |       |
| 2012 | Summer Semester                          | Park Joo-young  | Cortometraje                         |       |
| 2012 | Picnic Together                          | Yoon-joo        | Cortometraje                         |       |
| 2012 | Invitation                               | Soo-jung        | Cortometraje                         |       |
| 2013 | Where Is My Pepper                       | Eun-ji          | Cortometraje                         |       |
| 2013 | Dirty Harry                              | Oh Mi-ja        | Cortometraje                         |       |
| 2013 | When the Moon Is on the Wane             | Jae-ah          | Cortometraje                         |       |
| 2013 | Safe                                     | Min-ji          | Cortometraje                         | [ 5 ] |
| 2014 | Shoooo                                   | Ji-eun          | Cortometraje                         |       |
| 2014 | VIB                                      | made de Ye-eun  | Cortometraje                         |       |
| 2014 | Dear Emily                               |                 |                                      |       |
| 2014 | Romance in Seoul                         | Min-ji          | parte 6: "Dempsey Roll: Confessions" | [ 6 ] |
| 2014 | Entangled                                | Jung-hye        |                                      |       |
| 2015 | Bitch Heart Asshole                      | Sam-joo         |                                      |       |
| 2015 | Chinatown                                | Stowaway mother |                                      |       |
| 2015 | The Piper                                | Min-young       |                                      |       |
| 2015 | The Office                               | Eun-yi          |                                      |       |
| 2016 | Jane                                     | So-hyun         |                                      |       |
| 2018 | The Vanished                             | Sook-kyung      |                                      |       |
| 2021 | Zombie Crush: Heyri                      | Min Hyun-ah     |                                      |       |
| 2022 | Confidential Assignment 2: International | Agente del NIS  |                                      |       |
| 2023 | One Win                                  | Yuki            |                                      | [ 7 ] |

### Series de televisión
| Año     | Título                                    | Rol                    | Red            | Notas                         | Ref.          |
| ------- | ----------------------------------------- | ---------------------- | -------------- | ----------------------------- | ------------- |
| 2014    | Flirty Boy and Girl                       | Asistente del director | Daum StoryBall |                               |               |
| 2014    | Schoolgirl Detectives                     | Kim Ha-jae             | jTBC           |                               |               |
| 2015    | Reply 1988                                | Jang Mi-ok             | tvN            |                               |               |
| 2016    | Entourage                                 | Mi-na                  | tvN            | Cameo, ep. 14                 |               |
| 2017    | No soy un robot                           | Sun-hye                | MBC            |                               |               |
| 2018    | 100 Days My Prince                        | Song Joo-hyeong        | tvN            |                               |               |
| 2019    | My Lawyer, Mr. Jo 2: Crime and Punishment | Yoon So-mi             | KBS2           |                               | [ 8 ]         |
| 2019    | Psychopath Diary                          | Oh Min-joo             | tvN            |                               |               |
| 2020    | Kkondae Intern                            | Kim Mi-jin             | MBC            | Cameo, ep. 1 y 8              |               |
| 2021-22 | The Red Sleeve Cuff                       | Kim Bok-yeon           | MBC            |                               | [ 9 ]         |
| 2023    | Joseon Psychiatrist Yoo Se-poong          | Deok-hee               | tvN            | Cameo, ep. 1-2, 2.ª temporada | [ 10 ]        |
| 2023    | Our Blooming Youth                        | Bok-soon               | tvN            |                               | [ 10 ] [ 11 ] |
| 2024    | Jeong-nyeon: The Star Is Born             | So-yi                  | tvN            | Aparición especial, ep. 6     | [ 12 ]        |
| 2025    | Undercover High School                    | Kim Ri-an              | MBC            |                               | [ 13 ]        |